# Ґурне-Вимяри
Ґурне-Вимяри (пол. Górne Wymiary, нім. Oberausmaß) — село в Польщі, у гміні Хелмно Хелмінського повіту Куявсько-Поморського воєводства.
Населення — 304 особи (2011).
У 1975-1998 роках село належало до Торунського воєводства.

## Демографія
Демографічна структура станом на 31 березня 2011 року:
|          | Загалом | Допрацездатний вік | Працездатний вік | Постпрацездатний вік |
| -------- | ------- | ------------------ | ---------------- | -------------------- |
| Чоловіки | 164     | 38                 | 117              | 9                    |
| Жінки    | 140     | 33                 | 82               | 25                   |
| Разом    | 304     | 71                 | 199              | 34                   |